# Hermina Reuss-Hohenzollern
Hermina Fryderyka Luiza Ida Reuss (1° voto von Schönaich-Carolath, 2° voto von Preußen, ur. 17 grudnia 1887 w Greiz; zm. 7 sierpnia 1947 we Frankfurcie nad Odrą) – niemiecka księżna, druga żona cesarza Wilhelma II (1859–1941), tytułowana cesarzową Niemiec i królową Prus (praw do tytułów nie posiadała, gdyż Wilhelm II w chwili ślubu nie był już cesarzem niemieckim i królem pruskim, właściwie: Jej Cesarska i Królewska Wysokość księżna Prus – I.K.u.K Hoheit Prinzessin von Preußen).

## Życiorys
Hermina urodziła się jako córka Henryka XXII Reuß ä.L., panującego księcia państewka Reuss (1852–1902) i księżniczki Idy Matyldy Schaumburg-Lippe (1852–1891), córki Adolfa I Schaumburg-Lippe i Herminy Waldeck-Pyrmont (1827–1910).

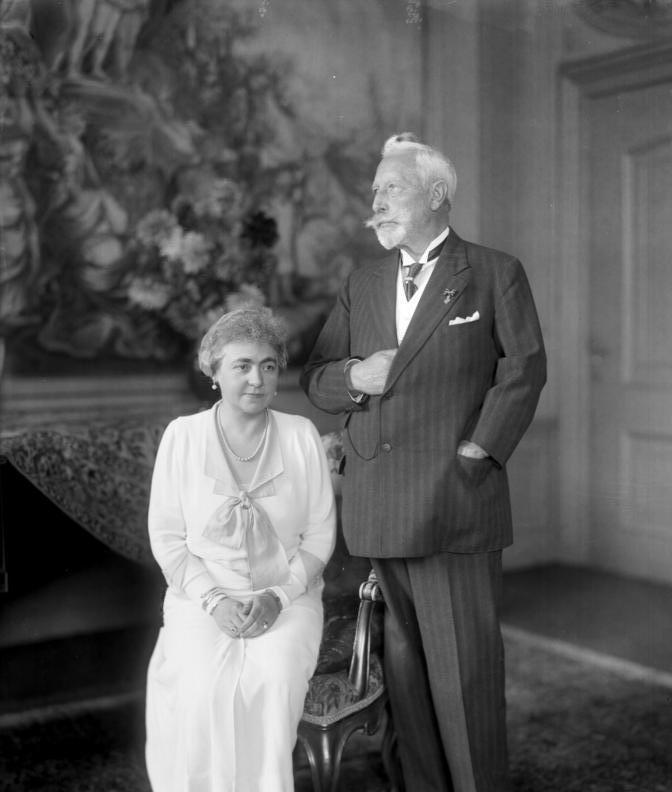
Willhelm II i Hermine w Doorn, ok. 1938

7 stycznia 1907 w Greiz wyszła za mąż za księcia Jana Jerzego Ludwika Ferdynanda Augusta Schönaich-Carolath-Beuthen (1873–1920) z młodszej linii śląskich książąt Carolath-Beuthen, pana na Saabor (czyli na obecnym Zaborze). Mieli pięcioro dzieci:
- książę Hans Jerzy Schönaich-Carolath (ur. 3 listopada 1907, zm. 9 sierpnia 1943)

∞ Sibylla, baronówna Zedlitz und Leipe
- książę Jerzy Wilhelm Schönaich-Carolath (ur. 16 marca 1909, zm. 1 listopada 1927)
- księżniczka Hermine Karolina Wanda Ida Luiza Feodora Wiktoria Augusta Schönaich-Carolath (ur. 9 maja 1910)

∞ Hugo Herbert Hartung
- książę Ferdynand Schönaich-Carolath (ur. 5 kwietnia 1913, zm. 17 października 1973)

∞ Rose Rauch
∞ Małgorzata, baronówna Seckendorff
- księżniczka Henrietta Hermine Wanda Ida Luiza Schönaich-Carolath (ur. 25 listopada 1918, zm. 16 marca 1972)

∞ Franciszek Józef, książę Prus
W styczniu 1922 syn księżniczki Herminy wysłał do cesarza Wilhelma życzenia urodzinowe. Cesarz zaś przyjął z wizytą dziecko i jego owdowiałą matkę w Doorn. Wilhelm uważał, że Hermina jest bardzo atrakcyjna, i cieszyło go jej towarzystwo. Hermina i Wilhelm znali się od dawna (Wilhelm był gościem na weselu księżniczki). Zaledwie kilka miesięcy po śmierci swojej pierwszej żony, Wiktorii Augusty, Wilhelm ogłosił, iż chce poślubić Herminę. 63-letni Wilhelm i 34-letnia Hermina wzięli ślub 9 listopada 1922 w Doorn, gdzie potem zamieszkali. Małżeństwo było udane, trwało 19 lat, do śmierci cesarza. Para nie miała dzieci, ale w 1940 najmłodsza córka Herminy poślubiła wnuka cesarza. Hermina, podobnie jak jej mąż, miała nadzieje na przywrócenie monarchii w Niemczech.
Niedługo po śmierci drugiego męża, w 1941, Hermina przeniosła się z Holandii na Śląsk, do dóbr rodzinnych Schönaich-Carolathów w Saabor (obecnym Zaborze). Po zakończeniu II wojny światowej Rosjanie zatrzymali Herminę w pałacu w Zaborze. Internowano ją w willi we Frankfurcie nad Odrą, gdzie zmarła wskutek niewydolności serca. Chciała spocząć koło Wilhelma w mauzoleum w Doorn, ale sytuacja polityczna to uniemożliwiła i pochowano ją w parku Sanssouci w Poczdamie, w Antikentempel, obok m.in. pierwszej żony byłego cesarza.